# EF Education First
EF Education First (ОЦ «ИФ Инглиш Фёст СНГ») — международный образовательный центр по обучению английскому языку. Компания образована в 1965 году, с 1995 года занимается обучением английскому в России. EF является крупнейшим частным учебным заведением в мире, филиалы EF представлены в более, чем 100 странах мира.

## История
EF Education First была основана в 1965 году Бертилом Хултом в шведском городе Лунд. 
В 1970 году открываются офисы EF в Германии, Франции, Италии, Японии и Мексике. Первая школа EF International Language School появляется в Кембридже в 1978 году. Уже через 5 лет открывается первая американская школа EF в Сан-Диего. Первая неанглоязычная школа EF рождается в Германии — в Мюнхене.
В 1995 году разрабатываются компьютерные системы изучения языка совместно с Apple.
В 2003 году EF приобретает  бизнес-школу Arthur D. Little School of Management, которая переименовывается на Hult International Business School, в честь создателя EF Бертила Хулта.
В 2008 году открывается кампус школы в Нью-Йорке. Тогда же EF становится официальным организатором языковых программ для Олимпийских игр 2008 в Пекине. Уже в 2009 году начинается партнерская программа с Кембриджским университетом. В 2010 году запускается новая версия методики под названием EF Efekta™ System.
На данный момент штаб-квартира компании находится в Люцерне. А в 2014 году являлась официальным спонсором Зимних Олимпийских игр в Сочи.
Летом 2024 года EF Education First был объявлен «нежелательной организацией» в России.

## Дочерние компании и организации
- EF Englishtown — интернет-школа английского языка. На данный момент насчитывает 15 млн пользователей[6]. Основан в 1996 году Биллом Фишером[7].
- Hult International Business School — международная бизнес-школа. Здание EF в Лондоне

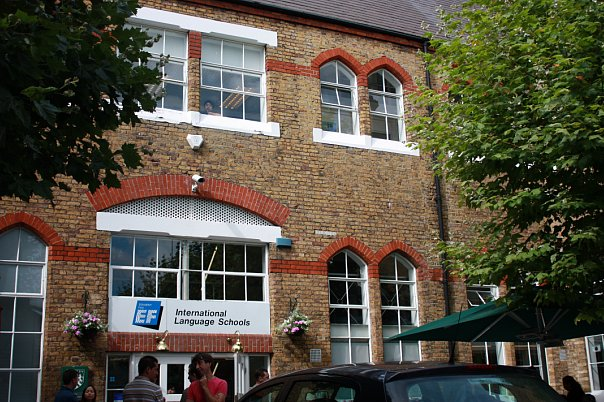
Здание EF в Лондоне

- Cultural care au pair — программы, позволяющие няням обучаться и работать в США.